# Стратфорд (Тексас)
Стратфорд (енгл. Stratford) град је у америчкој савезној држави Тексас. По попису становништва из 2010. у њему је живело 2.017 становника.

## Демографија
Према попису становништва из 2010. у граду је живело 2.017 становника, што је 26 (1,3%) становника више него 2000. године.
| Група             | 2000.         | 2010.         |
| Белци             | 1.362 (68,4%) | 1.075 (53,3%) |
| Афроамериканци    | 6 (0,3%)      | 7 (0,3%)      |
| Азијати           | 1 (0,1%)      | 1 (0,0%)      |
| Хиспаноамериканци | 606 (30,4%)   | 925 (45,9%)   |
| Укупно            | 1.991         | 2.017         |